# Roeach Hakodesj
Roeach hakodesj (Hebreeuws: רוח הקודש, roeach ha-kodesj, "heilige geest", letterlijk: "heilige wind" / "heilige adem") is een aanduiding in het jodendom voor God of voor Goddelijke inspiratie. Roeach hakodesj wordt op drie plaatsen in de Hebreeuwse Bijbel genoemd: Psalm 51:12 en tweemaal in Jesaja 63:10-11. 
Een vergelijkbare uitdrukking is roeach elohim (Genesis 1:2), 'de adem van God', die bijvoorbeeld wordt gebruikt in relatie tot koning David:
Van toen af aan was David doordrongen van de geest van de HEER— 1 Samuel 16:13
De term wordt ook gebruikt voor de goddelijke inspiratie die grote rabbijnen zouden beleven wanneer zij ingrijpende beslissingen ten aanzien van de halacha namen/nemen.